# Yuri Confortola
Yuri Confortola (ur. 24 kwietnia 1986 w Tirano) – włoski łyżwiarz szybki specjalizujący się w short tracku, srebrny i brązowy medalista olimpijski z Pekinu, dwukrotny medalista drużynowych mistrzostw świata, multimedalista mistrzostw Europy, dwukrotny medalista mistrzostw świata juniorów, medalista zimowej uniwersjady.
Czterokrotnie uczestniczył w zimowych igrzyskach olimpijskich. Podczas igrzysk w Turynie w 2006 roku zajął czwarte miejsce w biegu sztafetowym. Na kolejnych zimowych igrzyskach, w 2010 roku w Vancouver, był dziewiąty w biegu na 1000 m, trzynasty w biegu na 1500 m i trzydziesty na 500 m. Nie został sklasyfikowany w biegu sztafetowym (włoska sztafeta została zdyskwalifikowana w półfinale). Na igrzyskach w Soczi w 2014 roku zajął ósme miejsce w biegu sztafetowym, był czternasty w biegu na 1500 m, piętnasty na dystansie 1000 m i 21. na 500 m. Podczas igrzysk w Pjongczangu w 2018 roku wystartował w trzech konkurencjach – zajął 7. miejsce w biegu na 1000 m, był 21. na 500 m, a w biegu na 1500 m został zdyskwalifikowany. Na zimowych igrzyskach olimpijskich w Pekinie wywalczył srebrny medal w konkurencji sztafety mieszanej oraz brązowy medal w konkurencji sztafety 5000 m.
W latach 2005–2007 zdobył dwa medale drużynowych mistrzostw świata (srebrny i brązowy), w latach 2006–2020 czternaście medali mistrzostw Europy (pięć złotych, trzy srebrne i sześć brązowych), w 2004 roku dwa medale mistrzostw świata juniorów (srebrny i brązowy), a w 2007 roku brązowy medal zimowej uniwersjady.